# Viktorija (mitologija)
Viktorija je u starorimskoj mitologiji bila personificirana božica pobjede. Ona je rimski istovrijednik grčke božice Nike i povezana je s Belonom. Adaptirana je prema sabinjanskoj poljoprivrednoj božici Vakuni, a hram joj se nalazio na Palatinu. Božica Vika Pota također se ponekad identificira s Viktorijom.